# Leopold Sturma
Leopold Sturma, auch Leo Sturma (* 13. Juni 1896 in Wels; † 18. Februar 1965 ebenda) war ein österreichischer Rechtsanwalt und Politiker (NSDAP). Er war von 1938 bis 1939 Bürgermeister von Wels, von 1940 bis 1944 Oberbürgermeister von Linz und von 1944 bis 1945 Präsident des Oberlandesgerichts Linz.

## Leben
Sturma, Sohn eines Finanzbeamten, maturierte 1913 und nahm als Einjährig-Freiwilliger am Ersten Weltkrieg teil. 1918 bis 1919 war er in italienischer Gefangenschaft. Nach seiner Entlassung studierte er Jus an der Universität Innsbruck und promovierte 1923 zum Dr. iur. Ab 1925 war er als selbständiger Rechtsanwalt in Wels tätig.
1934 trat er der illegalen NSDAP Wels bei und übernahm dort mehrere Funktionen. Er vertrat bis 1938 fast alle Nationalsozialisten bei in Wels anhängigen Strafprozessen, zum 1. Mai 1938 trat er der NSDAP regulär bei (Mitgliedsnummer 6.372.061). Zum 20. März 1938 trat er der SS bei (SS-Nummer 309.485), 1944 brachte er es zum SS-Standartenführer.
Im März 1938 wurde Sturma nach der Machtübernahme durch die Nationalsozialisten anstelle des christlichsozialen Bürgermeisters von Wels, Johann Hartl, als dessen Nachfolger eingesetzt, was er bis 1939 blieb. Danach arbeitete er wieder als Rechtsanwalt. Seit 1940 betätigte sich Sturma als ehrenamtlicher Mitarbeiter des SD. Vom 15. Juni 1940 bis 1944 war er Oberbürgermeister von Linz, anschließend vom 30. Jänner 1944 bis Kriegsende 1945 Präsident des Oberlandesgerichts Linz. Nach dem Krieg wurden Verfahren gegen ihn eingeleitet, die 1950 schließlich durch Entschließung des Bundespräsidenten Karl Renner niedergeschlagen wurden.
Ab 1951 war Sturma wieder als Rechtsanwalt in Wels tätig.